# Чонгара
Чонгара или Чонгора (на турски: Cevizköy, Джевизкьой) е село в Източна Тракия, Турция, Околия Бунархисар, Вилает Лозенград (Къркларели).

## География
Чонгара се намира на река Имралъдере в южното подножие на Странджа източно от Бунархисар и западно от Виза (Визе).

## История
В 19 век Чонгара е българско село във Визенска каза на Османската империя. През 1867 година в селото започва работа български учител, който година и половина по-късно е принуден да напусне поради съпротивата на местни гъркомани. От 1871 година в Чонгара служи български свещеник. В 1872 година гръцкият учител отново е заменен с български.
Според „Етнография на вилаетите Адрианопол, Монастир и Салоника“, издадена в Константинопол в 1878 година и отразяваща статистиката на населението от 1873 г., Чонгара (Tchongara) е село с 280 домакинства и 1460 жители българи.
В 1899 година бунархисарският учител Христо Настев с помощта на жителите на Чонгара Илия Ковачев и Петър основава в селото комитет на ВМОРО.
В 1909 година в землището на Чонгара са настанени турци бежанци от анексираната Босна, което води до сблъсъци с местното население.
Според статистиката на професор Любомир Милетич в 1912 година в селото, част от Бунархисарска каза, живеят 150 български екзархистки и 150 патриаршистки семейства.
По време на Балканската война 6 души от Чонгара се включват като доброволци в Македоно-одринското опълчение.
Българското население на Чонгара се изселва след Междусъюзническата война в 1913 година. От тях 21 семейства (87 души) се заселват в Бургаска околия, 4 семейства (16 души) в Ямболска, 41 семейства в Айтоска и 1 семейство в Карнобатска околия.

## Личности
Родени в Чонгара
- Васил Стоянов, български свещеник и революционер, служил в родното си село в цьрквата „Свети Георги”[8]
- Георги Стоянов Бояджиев, български свещеник и революционер, служил в родното си село в цьрквата „Свети Георги”[9]
- Димитър Айвазов, български революционер
- Янко Комитов (1897 - 1974), български комунистически деятел[10]
- Стоян Георгиев, български свещеник и революционер, служил в родното си село в цьрквата „Свети Георги”, ръководител на революционния комитет[9]

Починали в Чонгара
- Иван Петров Петров, български военен деец, полковник, загинал през Балканската война[11]
- Тодор Панов Георгиев, български военен деец, подпоручик, загинал през Балканската война[12]
- Цани Атанасов Карамаждраков, български военен деец, майор, загинал през Балканската война[13]